# Phoebis argante
Phoebis argante é uma borboleta da família Pieridae.
As larvas alimentam-se de Pentaclethra macroloba, Cassia biflora, Cassia fruticosa, Inga vera e Inga ruiziana.

## Sub-espécies
As seguintes subespécies são reconhecidas:
- P. um. argante (Brasil, Uruguai)
- P. um. larra (Fabricius, 1798) (Guiana, Suriname)
- P. um. minuscula (Butler, 1869) (Cuba)
- P. um. rorata (Butler, 1869) (República Dominicana)
- P. um. comstocki Avinoff, 1944 (Jamaica)
- P. um. chincha Lamas, 1976 (Peru)
- P. um. martini Comstock, 1944